# Phigalia fasciaria
Phigalia fasciaria är en fjärilsart som beskrevs av Richardson 1952. Phigalia fasciaria ingår i släktet Phigalia och familjen mätare. Inga underarter finns listade i Catalogue of Life.